# Żazira Żapparkuł
Żazira Äbdrachmankyzy Żapparkuł (kaz. Жазира Әбдрахманқызы Жаппарқұл; ur. 22 grudnia 1993 w Arys) – kazachska sztangistka, wicemistrzyni olimpijska, wicemistrzyni świata, mistrzyni świata juniorów.
Na igrzyskach olimpijskich w Rio de Janeiro w 2016 roku wywalczyła srebrny medal w wadze lekkociężkiej. W zawodach tych rozdzieliła na podium Chinkę Xiang Yanmei i Sarę Ahmed z Egiptu. Był to jej jedyny start olimpijski. Zdobyła ponadto srebrne medale w tej samej kategorii wagowej na mistrzostwach świata w Ałmaty w 2014 roku oraz podczas mistrzostw świata w Houston rok później.

## Udział w zawodach międzynarodowych
| Impreza                                            | Rok  | Miejsce        | Kategoria | Wynik  | Wynik   |
| Impreza                                            | Rok  | Miejsce        | Kategoria | Punkty | Miejsce |
| -------------------------------------------------- | ---- | -------------- | --------- | ------ | ------- |
| Igrzyska olimpijskie                               | 2016 | Rio de Janeiro | do 69 kg  | 259    | srebro  |
| Mistrzostwa świata w podnoszeniu ciężarów          | 2011 | Paryż          | do 69 kg  | DNF    | DNF     |
| Mistrzostwa świata w podnoszeniu ciężarów          | 2013 | Wrocław        | do 69 kg  | 231    | 9.      |
| Mistrzostwa świata w podnoszeniu ciężarów          | 2014 | Ałmaty         | do 69 kg  | 262    | srebro  |
| Mistrzostwa świata w podnoszeniu ciężarów          | 2015 | Houston        | do 69 kg  | 256    | srebro  |
| Igrzyska azjatyckie                                | 2014 | Inczon         | do 75 kg  | 263    | 4.      |
| Igrzyska olimpijskie młodzieży                     | 2010 | Singapur       | do 63 kg  | 205    | złoto   |
| Mistrzostwa świata juniorów w podnoszeniu ciężarów | 2011 | Penang         | do 69 kg  | DNF    | DNF     |
| Mistrzostwa świata juniorów w podnoszeniu ciężarów | 2012 | Gwatemala      | do 69 kg  | 239    | złoto   |
| Mistrzostwa świata juniorów w podnoszeniu ciężarów | 2013 | Lima           | do 69 kg  | 240    | srebro  |